# Adolf Cluss
Adolf Ludwig Cluss, noto anche come Adolph Cluss (Heilbronn, 14 luglio 1825 – Washington, 24 luglio 1905), è stato un architetto tedesco naturalizzato statunitense fra i più importanti e prolifici del suo tempo a Washington.

## Biografia

### Gioventù e prime esperienze lavorative

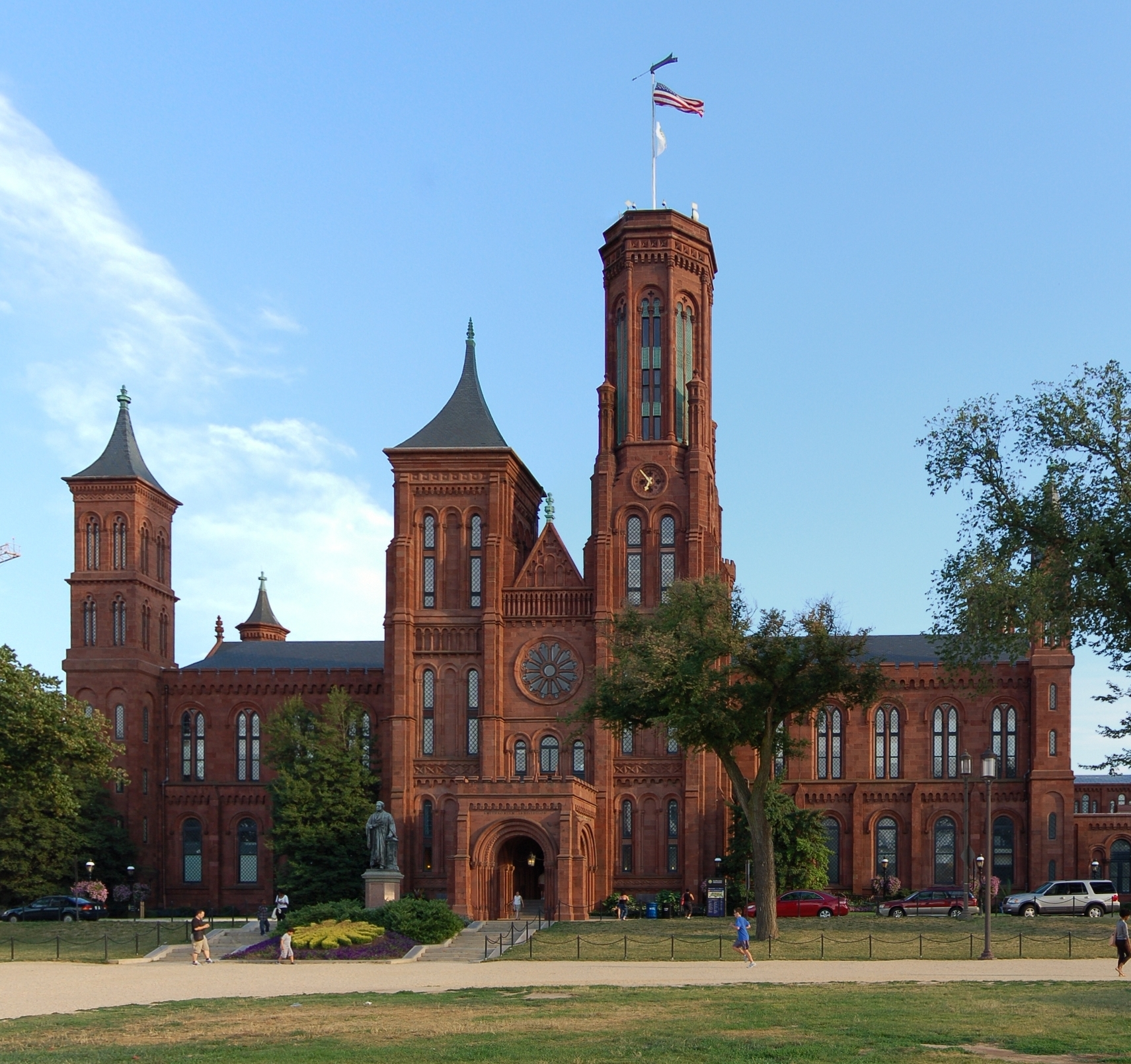
Lo Smithsonian Institution Building

Cluss nacque a Heilbronn, nel Württemberg, il 24 luglio del 1825, ed era il quinto figlio di Anna Christine Neuz (1796-1827) e Johann Heinrich Abraham Cluss (1792-1857), un capomastro.
Dopo aver lavorato come falegname ambulante, Cluss si trasferì negli Stati Uniti nel 1848, e trascorse sei mesi a New York, dove perfezionò il suo inglese. In seguito, cercò lavoro a Filadelfia e Baltimora prima di stabilirsi definitivamente a Washington nel 1849. Lavorò dapprima come disegnatore tecnico per la U.S. Coast Survey, poi come progettista per la Washington Navy Yard, e successivamente come disegnatore tecnico per il Dipartimento del Tesoro della capitale. Nel 1855 egli divenne cittadino statunitense.
Dal momento che la vita a Washington non lo soddisfaceva, Cluss tornò in Europa ove operò in una birreria assieme a un amico. Tuttavia, in seguito al fallimento dell'attività, ritornò negli USA, ove occupò nuovamente la sua posizione presso il dipartimento di artiglieria del Washington Navy Yard. In questi anni, egli lavorò assieme all'ammiraglio John A. Dahlgren.
Nel 1859 sposò Rosa Schmidt (1835–1894), con la quale ebbe sette figli.

### Come architetto
Dal 1862 al 1868 Adolf Cluss iniziò a collaborare assieme a Josef Wildrich von Kammerhueber in qualità di ingegnere civile. Nel 1864, anno in cui imperversava la guerra di secessione, i due scrissero una relazione sul Washington City Canal e il sistema fognario della città. La loro operazione portò alla copertura del canale, che era divenuto una fogna a cielo aperto nel National Mall.
Nel 1867, Cluss divenne membro dell'American Institute of Architects di cui fu un membro molto attivo. Nel 1889 ricoprirà per un anno la carica di membro del consiglio di amministrazione dell'associazione.
Durante gli anni sessanta, l'architetto divenne ispettore edile del Board of Public Works di Washington, e progettò alcuni dei suoi primi edifici, fra cui la Foundry Methodist Church, la Calvary Baptist Church, il Center Market, e la Franklin School. Dal momento che il suo materiale di costruzione preferito era il mattone rosso, e in gioventù era stato simpatizzante per il comunismo, qualcuno definì Cluss l'"architetto rosso".
Il 18 ottobre 1872, Cluss fu nominato membro del consiglio dei lavori pubblici e ingegnere cittadino dal presidente Ulysses S. Grant . Ciò avvenne su raccomandazione del governatore Cooke, Alexander "Boss" Shepherd e del suo predecessore Alfred B. Mullett.
Durante i primi anni settanta, Cluss fece realizzare due dei principali mercati della città, ovvero il Center Market, e l'Eastern Market, nonché lo Stewart's Castle di William Morris Stewart.
Nel 1877, l'architetto tedesco avviò una partnership con Frederick Daniel che terminò solo dopo un anno. Nel 1878, Cluss iniziò a collaborare con l'architetto Paul Schulze. I due si divisero nel 1889. Nel frattempo, Cluss fece riparare l'Old Patent Office Building, ovvero il complesso che oggi ospita la National Portrait Gallery, e lo Smithsonian American Art Museum.

### Come ispettore degli edifici federali

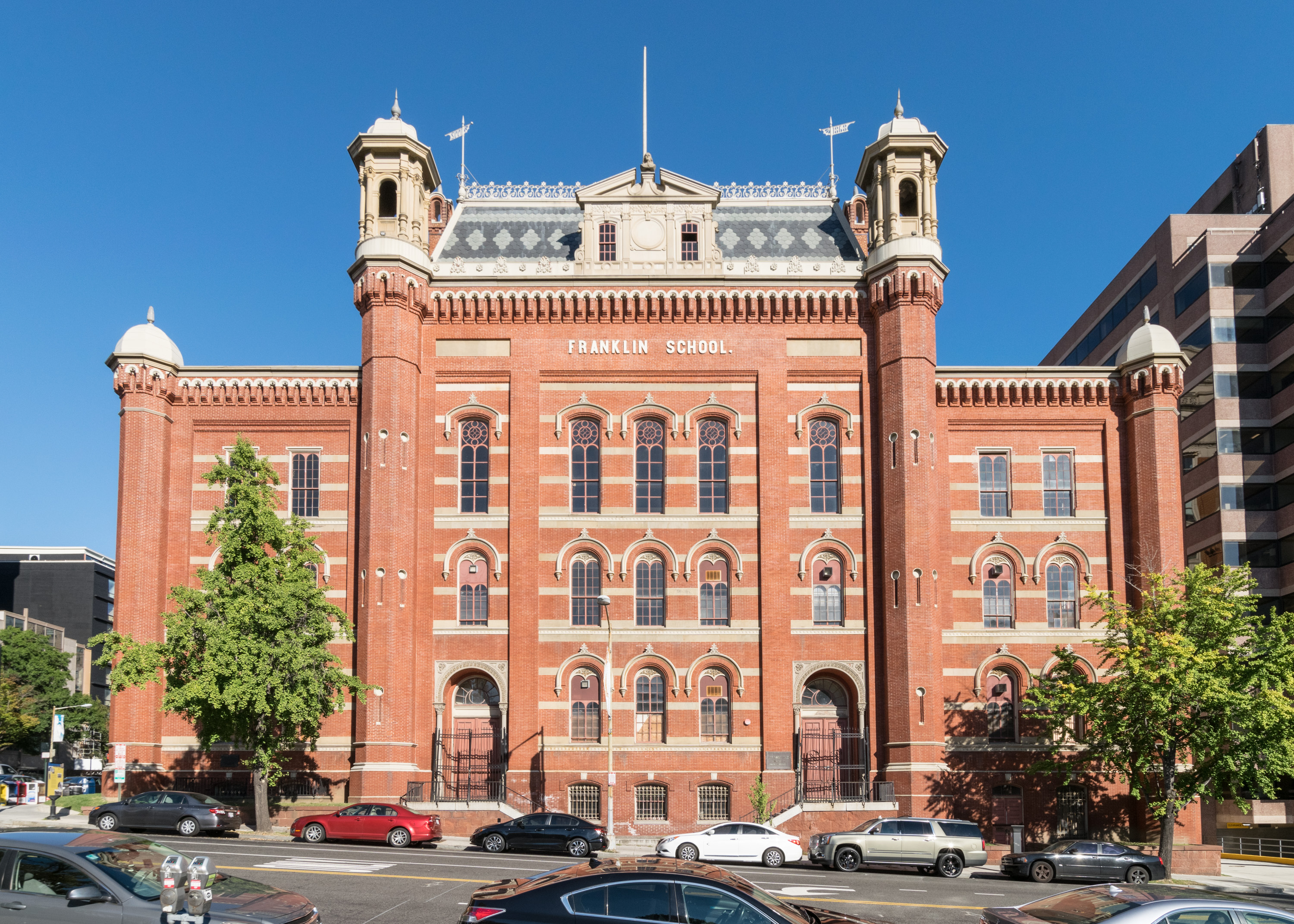
La Franklin School

Nel 1889, Cluss divenne ispettore degli edifici federali presso l'Ufficio dell'Architetto Supervisore del Dipartimento del tesoro degli Stati Uniti d'America. Fece ispezionare diverse strutture di tutto il Paese, fra cui quella di Ellis Island in cui venivano accolti gli immigrati esteri. Nel suo rapporto, Cluss lamentò l'eccessiva umidità che imperversava nell'edificio.
Il 1º settembre 1894, dopo la vittoria dei Democratici, gli furono richieste le dimissioni dal segretario al Tesoro John G. Carlisle. Cercò di mantenere quella posizione chiedendo il supporto da diverse personalità di spicco, ma fu comunque sostituito da un politico democratico.

### Morte
Adolf Cluss morì il 24 luglio 1905 a Washington, all'età di 80 anni. È sepolto nell'Oak Hill Cemetery (Washington).

## Politica
Durante il fermento politico che portò alla rivoluzione tedesca (1848-1849), Cluss simpatizzava per il comunismo: era infatti amico di Karl Marx ed era entrato a far parte della Lega dei Comunisti e del Concilio dei Lavoratori di Magonza. Quando si trasferì in America assieme ad altri Forty-Eighters, mantenne viva la sua corrispondenza con Marx ed Engels e scrisse articoli filo-comunisti rivolti ai germano-statunitensi.
Nella seconda metà degli anni cinquanta dell'Ottocento divenne repubblicano. Fu anche membro del partito repubblicano di Washington e si offrì di far parte del comitato di inaugurazione del presidente James A. Garfield.